# Baldrs draumar

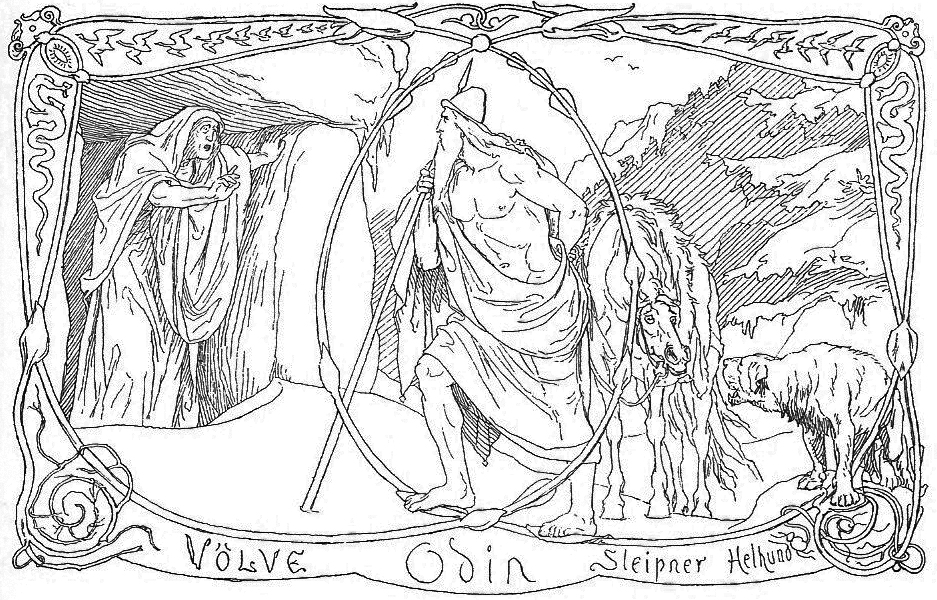

Baldrs draumar of Vegtamskviða is in de Edda (Völuspá) de Droom van Baldr. Boze dromen zijn voortekenen waar men al van oudsher veel waarde en betekenis hechtte. In dit geval gaat het om een waarschuwende droom voor de Ragnarokr. Droomverklaring was een van de taken van de Völva (zie ook spá).
Als Odins zoon een beangstigende droom heeft, gaat de oppergod te rade bij een dode Völva, die het toekomstig lot kent en vertrouwd is met het dodenrijk. Want dat leek het onderwerp van de droom van Baldr, dat zij slechts schoorvoetend en onder zware dwang prijsgeeft.
De dichter toont in enkele trekken de voornaamste feiten van het naderend noodlot: de dood van Baldr en de wraak voor die wandaad. Door wraak wordt de dood verzoend en het verbroken evenwicht hersteld. Maar dan maakt Odin zich door een onoplosbaar raadsel bekend en verwijdert zich enigszins spottend van de Völva.
Die reageert woedend en voegt ongevraagd aan haar voorspellingen nog een laatste meest verschrikkelijke toe: ze kondigt aan dat Loki zal vrij komen uit zijn gevangenis en dat daarmee de Ragnarok zal aanbreken.
Stanza 6 Wegtam (Odin):
Wegtam heet ik,
van Waltam de zoon;
Zeg mij uit Helheim
op aarde hoor ik het wel
voor wie is de bank
met blanke ringen,
dorpel en vloer
bedekt met goud?
Stanza 7 De Völa:
Hier staat voor Baldr
gebrouwen mede,
de stralende drank
met een schild gedekt,
de zonen der Asen
onheil vrezen.
Ik sprak gedwongen,
stil zwijg ik nu.
Odin wordt in Baldrs draumar galdrs fǫður, Vader des Galdrs genoemd.

## Wetenswaardigheden
- Balder komt ook voor in het lange gedicht "Mei" van Herman Gorter uit 1889. Daar heeft het meisje Mei een tijdelijke verbintenis met de blinde god Balder (uit de Edda). Het is een lyrische beschrijving van liefdesgeluk en afscheidspijn.
- Baldrs Draumar is ook een band uit Friesland.